# Piper arfakianum
Piper arfakianum är en pepparväxtart som beskrevs av C. Dc.. Piper arfakianum ingår i släktet Piper och familjen pepparväxter. Inga underarter finns listade i Catalogue of Life.